# 明尼苏达州立大学曼卡托分校
明尼苏达州立大学曼卡托分校（Minnesota State University, Mankato）是位於美國明尼蘇達州曼卡托布盧厄斯河河谷的一所公立大學，是明尼蘇達州立大學的第二位成員和旗艦校，該州第二大公立大學。1858年作為師範學校成立，2019年《美国新闻与世界报道》将其列在“中西部地區大學”中的第111位。

## 外部連接
- Minnesota State Athletics website （页面存档备份，存于）